# Kuca Bergyanka
A Kuca Bergyanka (ukránul:  Куца Бердянка) folyó Ukrajna déli részén, a Zaporizzsjai terület Bergyanszki járásában.
Novotrojicke falu közelében ered és Azovszke falunál torkollik az Azovi-tengerbe, annak Bergyanszki-öblébe. A folyó hossza 28,8 km, vízgyűjtő területe 146,9 km²-es. Völgye sekély. A folyó több helyen is kis tóvá szélesedik. A folyó torkolatvidéke az Azovmelléki Nemzeti Parkhoz tartozik.